# Critical Role (3-я кампания)
Третья кампания Critical Role началась 21 октября 2021 года. Это первая из кампаний, которая сразу же стала транслироваться на собственных каналах CR на Twitch и YouTube.

## Состав
Если не указано иное, первыми персонажами в списке основной состав играл всю кампанию.

### Основной состав
- Мэттью Мерсер — Мастер подземелий / Дэриакс, дварф-чародей/бард (92-93, 121 эпизоды)
- Лора Бэйли — Имоджен Темолт, человек-чародейка / Эмира (аватар Королевы Воронов), человек-колдунья (99-101 эпизоды) /Джестер Лаворр (персонажка во 2 кампании), тифлингша-жрица (110–112, 115, 121 эпизоды) / Векс'алия де Роло (персонажка в 1 кампании), полуэльфийка-следопытка/плутовка (112–114, 121 эпизоды)
- Эшли Джонсон — Фёрн Кэллоуэй, фавн-друидка/плутовка / Трист (аватар Вечносвета), человек-жрица/паландинша (99-101 эпизоды) / Яша Найдорин (персонажка во 2 кампании), аасимарша-варварша (110–112, 115, 121 эпизоды) / Пайк Трикфут (персонажка в 1 кампании), гномка-жрица (112–114, 121 эпизоды)
- Талесин Джаффе — Эштон Греймор, дженази земли-варвар / Аша (аватар Матери Природы), эльфийка-монахиня (99-101 эпизоды) / Кадуцей Клэй (персонаж во 2 кампании), фирболг-жрец (110–112, 115, 121 эпизоды) / лорд Персиваль «Перси» Фредрикштайн фон Мюзэл Клоссовски де Роло III (персонаж в 1 кампании), человек-стрелок (112–114, 121 эпизоды)
- Трэвис Уиллингхэм — Бертран Белл, человек-воин (1-3 эпизоды) / Четни Пок О’пи, гном-кровавый охотник/плут (с 7 эпизода) / Форд (персонаж во 2 кампании), полуорк-колдун/паладин (110–112, 115, 121 эпизоды) / Грог Стронгджо (персонаж в 1 кампании), голиаф-варвар/воин (112–114, 121 эпизоды)
- Сэм Ригел — Свежескошенная трава, эорматон-жрец (1-91 эпизоды) / Брэйас Думсид, паладин/бард (с 98 эпизода) / Нотт, Отважная (Вет Бренатто, персонажка во 2 кампании), гоблинша/полурослик-плутовка (110–112, 115, 121 эпизоды) / Сканлан Шортхалт (персонаж в 1 кампании), гном-бард (112–114, 121 эпизоды)
- Лиам О’Брайен — Орим, полурослик-воин / Калеб Видогаст (персонаж во 2 кампании), человек-волшебник (110–112, 115, 121 эпизоды) / Лиев'тел (персонажка ваншотов "The Search for Grog" и "The Search for Bob" 1 кампании), эльфийка-жрица (113–114, 121 эпизоды)
- Мариша Рэй — Ладна, человек-чародейка/колдунья / Борегар «Бо» Лайонетт (персонажка во 2 кампании), человек-монахиня (110–112, 115, 121 эпизоды) / Килет из народа Ашари (персонажка в 1 кампании), полуэльфийка-друидка (112–114, 121 эпизоды)

### Гости
- Робби Дэймонд — Дориан Шторм, дженази воздуха-бард (1-14 эпизоды, c 92 эпизода) / Серконос, друид-человек (112–114, 121 эпизоды)
- Эрика Ишии — Закат (Ю Суффайад), чейнджлинг-колдун/паладин (24-29 эпизоды)
- Аабрия Айенгар — Дианна, жрица (52-58, 64, 121 эпизоды) / Мастер подземелий (92-93 эпизоды)
- Кристиан Наварро — Ф.Р.И.Д.А. (от Far Ranging Integrated Defense Aeormaton), воин/плут/жрец (52-58, 64, 121 эпизоды)
- Эйми Карреро — "Мона" / Дени$ Бембакула, варварша/плутовка (59-63, 121 эпизоды) / Опал, человек-колдунья (92-93, 121 эпизоды)
- Уткарш Амбудкар — Бог'Дор Дог'Сон, полуэльф-чародей (59-63 эпизоды)
- Эмили Эксфорд — Призм Гримпоппи, эльфийка-волшебница (59-64 эпизод)
- Анджали Бимани — Фи'ра Рай, дженази огня-монахиня (92-93 эпизоды)
- Эрика Линдбек — Морриган Ферус, лагоморка-плутовка (92-93, 121 эпизоды)
- Бреннан Ли Маллиган — Мастер подземелий (99-101 эпизоды)
- Ношир Далал — Посланник, дженази земли-варвар (99-101 эпизоды)
- Ник Марини — Эйден (аватар Отца Зари), человек-варвар/жрец/друид/паладин (99-101 эпизоды)
- Абубакар Салим — Мастер подземелий (107 эпизод), С.И.Л.А.Х.А. (от Specialised Intervention of Lethal And Hazardous Actors, аватар Прародителя), эорматон-чародей/колдун (99-101 эпизоды)

## Сюжет
Третья кампания началась на континенте Маркет (который до этого уже ненадолго посещала Вокс Макина в первой кампании) через семь лет после окончания второй кампании и через год после событий первого сезона Exandria Unlimited; двое персонажей из основной партии (Орим и Фёрн) и гостевой персонаж Дориан перешли в третью кампанию из Exandria Unlimited, ещё один временный персонаж основной партии (Бертран Белл) изначально появился в ваншотах-продолжениях первой кампании «В поисках Грога» и «В поисках Боба». Второй персонаж Трэвиса, Четни, вырос из персонажа рождественского ваншота, Чатни, но технически не является одним и тем же персонажем.
Восьмерых незнакомцев сводит вместе судьбоносное происшествие в городе Джрусар; через некоторое время после того, как группа встретится, одного из её членов — Бертрана Белла — жестоко убивают, и партия нарекает себя в его честь «Белловыми чертями» (англ. The Bells Hells). «Черти» быстро оказываются втянутыми в интриги фракций Джрусара и зловещие события, происходящие под знаком кровавой луны Руидус.

## Эпизоды

#### Арка «Джрусар»
| № | Название                                                                    | Дата показа          |
| 1 | «Жребий судьбы» / «The Draw of Destiny»                                     | 21 октября 2021 года |
| --- | --------------------------------------------------------------------------- | -------------------- |
| В городе Джрусар, столице региона Одиранские дебри на континенте Маркет волею случая встречаются Имоджен Темолт и Ладна, ищущие информацию в Университете Вознесения, Эштон Греймор и робот Свежескошенная Трава из Бассураса, Орим из племени воздуха народа Ашари, Дориан Шторм и Фёрн Кэллоуэй, прилетевшие сюда после своих приключений на континенте Тал'Дорей и сэр Бертран Белл. Последний после битвы группы с «ожившими» предметами приглашает их поработать на лорда Эрикса Эштеросса, замкнуто живущего в старом поместье. Эштеросс, познакомившись с партией, нападает на них, желая устроить им тест. |                                                                             |                      |
| 2 | «Испытание у огня» / «Trial by Firelight»                                   | 28 октября 2021 года |
| После ожёсточенной схватки Эштеросс остаётся доволен увиденным и предлагает группе работу – они должны помочь ему избавить город от надвигающихся угроз. Пока партия обсуждает, стоит ли соглашаться, они узнают, что Ладна когда-то жила в Уайтстоуне, но покинула его после того, как в городе воцарились Брайарвуды (и ещё до того, как город освободила Вокс Макина). Бертран делится, что тоже когда-то работал с ВМ. Партия соглашается на предложение Эштеросса и сразу получает первое задание – они должны расследовать причину краж на складе Холла Даяла, находящемся под присмотром Эштеросса. На складе Орим, Имоджен и Свежескошенная трава находят недавно привезённые ящики с дымчатым камнем, необходимым для левитации воздушных кораблей. Помимо этого значимых улик не находится, и партия решает вернуться к складу позже. Во второй раз они разделяются на две команды, которые должны подойти ко складу с разных сторон. Орим проникает внутрь склада, пока Имоджен и Бертран преследуют заведующую склада Данас, а снаружи между двумя частями группы возникает недопонимание. |                                                                             |                      |
| 3 | «Пути и потери» / «The Trial and The Toll»                                  | 4 ноября 2021 года   |
| Бертран и Имоджен теряют Данас в толпе и возвращаются ко складу. Вся группа, за исключением Бертрана, заходит внутрь и находит доказательства того, что Данас покрывала недостачу со склада. Партия приходит в таверну «Утомительный путь», где в последний раз видели Данас, и находят комнату, откуда помимо неё слышны ещё несколько голосов. Орим слышит, как она объясняет собеседникам, что, возможно, их схему раскрыли. Другой голос говорит, что Данас подвергла их всех опасности, после чего слышен хрип, и Орим с Эштоном выбивают дверь. В комнате никого не оказывается, Эштон пробивает щель в шкафу, за которой заметно какое-то шевеление, но на партию одновременно с этим нападает странная дварфийского вида фигура, которая впоследствии призывает себе в помощь неких серых существ. После схватки, из которой дварфу удаётся сбежать, группа находит тело Данас с перерезанным горлом. Вместе с ним и бумагами они возвращаются к Эштероссу, и тот, будучи приятно удивлён, предлагает группе постоянный контракт. Эштеросс рассказывает, что когда-то и сам был наёмником и работал на госпожу Прудаж, оставившую ему в завещание всё состояние. Вечером партия отмечает победу, а после расходится по своим делам. Бертран отправляется развеяться на улицу, где его в одном из закоулков поджидал тот самый дварф. Он убивает Бертрана. В это же самое время Имоджен снится сон, где идиллическая картина её родной деревни Джелван сменяется видом красного шторма с молниями. Голос некой женщины умоляет её бежать. Добежав до своего дома, Имоджен оборачивается и видит, как Бертран уходит в шторм и исчезает. |                                                                             |                      |
| 4 | «По следу убийцы» / «On a Trail of a Killer»                                | 11 ноября 2021 года  |
| Имоджен просыпается от кошмара, рассказывает об этом Ладне, и, взяв с собой Орима, Дориана и Фёрн, они отправляются на поиски Бертрана и в конце концов находят его тело. Орим по ранам узнаёт «почерк» дварфа. Группа приносит тело Белла в дом Эштеросса. Эштеросс советует им не ходить поодиночке и предлагает переночевать в поместье. Наутро о смерти Белла узнают Эштон и Трава, и партия отправляется на расследование в таверну, снова пробравшись в ту комнату, где вчера была битва. Под столом они находят дыру, куда может пролезть только Орим. Его вместе с обратившейся в змею Фёрн спускают туда на верёвке, и с помощью Монеты спуска Орим определяет, что глубина тоннеля, куда он попал – примерно 1200 футов. На крыше таверны группа находит свежие следы. Также Эштон узнаёт у хозяйки таверны, что таинственного дварфа зовут Даггер. По пути назад к Эштероссу партия заходит в другую таверну, где Дориан узнаёт, что Даггер приобрёл свой нынешний облик примерно шесть месяцев назад и что, похоже, он ведёт дела с Корсарами Хубатта – бандой, грабящей исключительно богачей. У Эштеросса тем временем подготовили тело Бертрана; его решают отправить в Уайтстоун, так как он имел связи с Вокс Макиной. Эштеросс, узнав о Корсарах, говорит, что их цели схожи с его собственными, но банда не ответила на его предложение о сотрудничестве. Если партия хочет узнать больше, они могут начать свои поиски в Фаунзейской яме или же на Посту старейшины. Все прощаются с Бертраном и уходят; Орим остаётся, чтобы спросить у Эштеросса о человеке по имени Ошад Брешио, также известном как «Гнев». Эштеросс рассказывает, что это телохранитель из дома Люмас, на членов которого не так давно было совершено нападение. Орим в ответ признаётся, что и на его родине произошло подобное нападение. Эштеросс обещает разузнать больше и упоминает, что Гнев сейчас залечивает раны. Партия решает пойти в Фаунзейскую яму; Эштон знакомит их с Майло, своими знакомыми, и те советуют найти Эдвика, чтобы выйти на Корсаров. Придя на рынок в Посту старейшины, они не находят Эдвика, но встречают Ифрида, Теневого пекаря; тот направляет их в альков "Торговка кореньями" к айсфуре Хэрону, которому они должны сказать кодовую фразу "Мы пришли за смехом". Хэрон, услышав эту фразу, проводит группу по тайному ходу в тёмную комнату. Когда Дориан подсвечивает свой скимитар, становится видно, что в комнате около 30 человек. Когда Хэрон говорит, что партия пришла за смехом, толпа смеётся, и из неё выходит человек, который наставляет на группу свой скимитар и говорит: "Сегодня явно не самый удачный ваш день". |                                                                             |                      |
| 5 | «Угроза меж стен» / «The Threat Between The Walls»                          | 18 ноября 2021 года  |
| |                                                                             |                      |
| 6 | «Крепнущие связи, манящие пути» / «Growing Bonds and Teasing Threads»       | 2 декабря 2021 года  |
| |                                                                             |                      |
| 7 | «За занавесом» / «Behind the Curtain»                                       | 9 декабря 2021 года  |
| |                                                                             |                      |
| 8 | «Проблема плотника» / «A Woodworker’s Quandary»                             | 16 декабря 2021 года |
| |                                                                             |                      |
| 9 | «Чем дальше, тем аппетитнее» / «Thicker Grows the Meal and Plot»            | 6 января 2022 года   |
| |                                                                             |                      |
| 10 | «Призраки, свидания и печальные участи» / «Ghosts, Dates, and Darker Fates» | 13 января 2022 года  |
| |                                                                             |                      |
| 11 | «В погоне за кошмарами» / «Chasing Nightmares»                              | 20 января 2022 года  |
| |                                                                             |                      |
| 12 | «И помоднее» / «Make It Fashion»                                            | 3 февраля 2022 года  |
| |                                                                             |                      |
| 13 | «Танец обмана» / «A Dance of Deception»                                     | 10 февраля 2022 года |
| |                                                                             |                      |
| 14 | «По уши» / «In Too Deep»                                                    | 17 февраля 2022 года |
| |                                                                             |                      |
| 15 | «Подземные туннели» / «The Tunnels Below»                                   | 3 марта 2022 года    |
| |                                                                             |                      |
| 16 | «Тёмная мать» / «The Shade Mother»                                          | 10 марта 2022 года   |
| |                                                                             |                      |
| 17 | «Откровения в Хартмуре» / «Heart-to-Heartmoor»                              | 17 марта 2022 года   |
| |                                                                             |                      |
| 18 | «Голодные джунгли» / «A Hungry Jungle»                                      | 24 марта 2022 года   |
| |                                                                             |                      |
| 19 | «Знамения свыше» / «Omens Above»                                            | 7 апреля 2022 года   |
| |                                                                             |                      |
| 20 | «Кража со взломом...» / «Breaking and Entering...»                          | 14 апреля 2022 года  |
| |                                                                             |                      |
| 21 | «Бой в музее...» / «Fight at the Museum...»                                 | 21 апреля 2022 года  |
| |                                                                             |                      |
| 22 | «Перспективы и потенциал» / «Promise and Potential»                         | 5 мая 2022 года      |
| |                                                                             |                      |
| 23 | «В небеса» / «To The Skies»                                                 | 12 мая 2022 года     |
| |                                                                             |                      |

#### Арка 2
| №  | Название                                        | Дата показа           |
| 24 | «» / «The Hellcatch Valley»                     | 19 мая 2022 года      |
| -- | ----------------------------------------------- | --------------------- |
|    |                                                 |                       |
| 25 | «Вкус Тал'Дорея» / «A Taste of Tal'Dorei»       | 30 июня 2022 года     |
|    |                                                 |                       |
| 26 | «Скрытые истины» / «Hidden Truths»              | 7 июля 2022 года      |
|    |                                                 |                       |
| 27 | «В погоне за призом» / «A Race for the Prize»   | 14 июля 2022 года     |
|    |                                                 |                       |
| 28 | «» / «The Deathwish Run»                        | 21 июля 2022 года     |
|    |                                                 |                       |
| 29 | «Дурные предзнаменования» / «Dark Portents»     | 4 августа 2022 года   |
|    |                                                 |                       |
| 30 | «Встречи и откровения» / «Reunion & Revelation» | 11 августа 2022 года  |
|    |                                                 |                       |
| 31 | «Переломный момент» / «Breaking Point»          | 18 августа 2022 года  |
|    |                                                 |                       |
| 32 | «Приготовления» / «A Stage Set»                 | 1 сентября 2022 года  |
|    |                                                 |                       |
| 33 | «Кровь и пыль» / «Blood and Dust»               | 8 сентября 2022 года  |
|    |                                                 |                       |
| 34 | «» / «What Dreams May Come»                     | 15 сентября 2022 года |
|    |                                                 |                       |
| 35 | «» / «Pyrrhic Return»                           | 22 сентября 2022 года |
|    |                                                 |                       |
| 36 | «Отчаянная мольба» / «A Desperate Call»         | 6 октября 2022 года   |
|    |                                                 |                       |
| 37 | «С ветвей» / «From the Boughs»                  | 13 октября 2022 года  |
|    |                                                 |                       |
| 38 | «Тёмный баланс» / «A Dark Balance»              | 20 октября 2022 года  |
|    |                                                 |                       |
| 39 | «» / «The Momenum of Murder»                    | 3 ноября 2022 года    |
|    |                                                 |                       |
| 40 | «Позывы» / «Compulsions»                        | 10 ноября 2022 года   |
|    |                                                 |                       |
| 41 | «Зов природы» / «Call of the Wild»              | 8 декабря 2022 года   |
|    |                                                 |                       |
| 42 | «» / «»                                         |                       |
|    |                                                 |                       |
| 43 | «» / «»                                         |                       |
|    |                                                 |                       |

## Связанные медиа
- "What Doesn't Break" — приквел, новеллизация истории Ладны, персонажки Мариши Рэй.
- "Smiley Day" — книга советов от персонажа Сэма Ригела Свежескошенной травы.

## Производство
Ещё в 2018 году Мерсер заявлял о своём желании вернуться к континенту Маркет.
Впервые новости о третьей кампании появились в августе 2021 года. В сентябре появились новости о точной дате её начала; также было объявлено, что в перерывах шоу больше не будет транслироваться фанарт (вместо этого стали транслироваться работы художников, задействованные в книгах для ролевых систем, выпускаемых под брендом Critical Role), что выпуски продолжат записываться заранее и что каждый последний четверг месяца стримы кампании проводиться не будут.
В начале октября вышло видео, кратко повествующее потенциальным зрителям об истории Экзандрии.
За несколько дней до стрима первой серии было выпущено видео о новой интерактивной площадке, где снимается шоу. В этот же период Мэтт Мерсер выпустил заявление, что культурные заимствования в грядущей кампании будут согласованы с консультантами по культуре соответствующих стран.
Премьера третьей кампании, помимо привычных стриминговых платформ, также состоялась в 30 кинотеатрах сети Cinemark в 20 городах США, где были организованы показы прямой трансляции выпуска.
Вместе с седьмым эпизодом кампании вышло первое интро — в ролике под новую тему «It’s Thursday Night» каст в роли неких абстрактных персонажей бродит по джунглям в поисках сокровищ; это перемежается слоу-мо-кадрами с кастом, сидящим за игровым столом.
17 эпизод кампании, выпавший на семилетнюю годовщину шоу, был вновь показан в кинотеатрах — наряду с локациями в США в акции теперь также участвовали кинотеатры сети Cinemark в Бразилии.
В мае-июне 2022 года кампания уходила на перерыв из-за трансляции второго сезона Exandria Unlimited, Calamity.
В июле было представлено второе интро кампании в технике ротоскопа при содействии студии Minnow Mountain, работавшей над сериалом Отмена: в нём изображены участники каста, но в сцене с каждым из них проявляется какая-то деталь из образа их персонажа; в этом интро основное действие также перемежается кадрами каста за игровым столом.
В октябре 2023 года было показано третье интро кампании, анимированное Камиллой и Кевином Ареопагита, работавшими над одним из интро второй кампании.
Во время 98 эпизода кампании, прошедшего в Греческом театре в Лос-Анджелесе 15 июня, было объявлено о специальных трёх эпизодах арки Downfall, участниками которых стали Бреннан Ли Маллиган, Лора Бэйли, Эшли Джонсон, Талесин Джаффе, Ношир Далал, Ник Марини и Абубакар Салим.
Сюжет третьей кампании был продолжен в ваншотах Tag Team at the Teeth и Oaths & Ash.

## Популярность и критика
Количество зрителей премьерной серии на Twitch достигло 212 тысяч (этот стрим держал рекорд как самая популярная настольно-ролевая сессия до 2023 года, пока достижение не превзошла бразильская кампания "Ordem Paranormal: Quarentena"); на канал Critical Role за время премьерного месяца подписалось 110 тысяч человек. Первые два эпизода после загрузки на YouTube за первые две недели суммарно смогли набрать более 7 миллионов просмотров.
Как и в случае с предыдущими кампаниями, рецензии на кампанию в целом или на отдельные серии хвалят способность Мерсера на лету создавать разнообразных и живых NPC и умело вводить сюжетные повороты. Было положительно воспринято участие в кампании гостя Робби Дэймонда; отмечается, что он «вдохнул новую жизнь» в игру и показал новый способ отыгрыша.
Первоначальное интро третьей кампании подверглось критике в социальных сетях и статье Kotaku из-за сюжета и нарядов (в том числе пробковых шлемов и куфии), напоминающих о колониализме, что показалось многим неуместным в рамках кампании, происходящей на континенте, вдохновлённом странами Ближнего Востока и Северной Африки.